# GB vi rút C
GB virus C (GBV-C), trước đây gọi là Virus viêm gan G và còn được gọi là Human pegivirus - HPgV, là một virus trong họ Flaviviridae và một thành viên của Pegivirus. Đã có báo cáo rằng bệnh nhân HIV đồng nhiễm với GBV-C có thể tồn tại lâu hơn so với những người không có GBV-C, nhưng bệnh nhân có thể khác nhau theo những cách khác. Hiện đang có những nghiên cứu tích cực về tác động của virus đối với hệ miễn dịch ở những bệnh nhân đồng nhiễm với GBV-C và HIV.

## Nhiễm trùng ở con người
Phần lớn các cá nhân có khả năng miễn dịch rõ ràng là vi khuẩn gây bệnh GBV-C, nhưng ở một số bệnh nhân vẫn còn tồn tại trong nhiều thập kỷ. Tuy nhiên, khoảng thời gian giữa nhiễm GBV-C và giải phóng viraemia (phát hiện GBV-C RNA trong huyết tương) không được biết đến.
Khoảng 2% người hiến máu khỏe mạnh ở Hoa Kỳ là viraemic với GBV-C, và có tới 13% người hiến máu có kháng thể đối với protein E2, cho thấy có thể nhiễm trước.
Lây truyền qua đường tình dục và theo chiều dọc của GBV-C đã được ghi nhận. Do các phương thức lây truyền chung, các cá nhân nhiễm HIV thường được đồng nhiễm với GBV-C; tỷ lệ nhiễm vi rút GBV-C ở bệnh nhân HIV dao động từ 14 đến 43%.
Một số nhưng không phải tất cả các nghiên cứu đều cho rằng sự đồng nhiễm với GBV-C làm chậm sự tiến triển của bệnh HIV. Các mô hình in vitro cũng chứng minh rằng GBV-C làm chậm sự sao chép của HIV. Hiệu ứng có lợi này có thể liên quan đến hoạt động của một số protein virus GBV-C bao gồm protein phosphoprotein NS5A và protein phong bì E2n.